# Ludowingowie
Ludowingowie, niem. Ludowinger – średniowieczna dynastia książęca w I Rzeszy, której przedstawiciele w XII i XIII w. stworzyli znaczące państwo z centrum w Turyngii.

## Historia

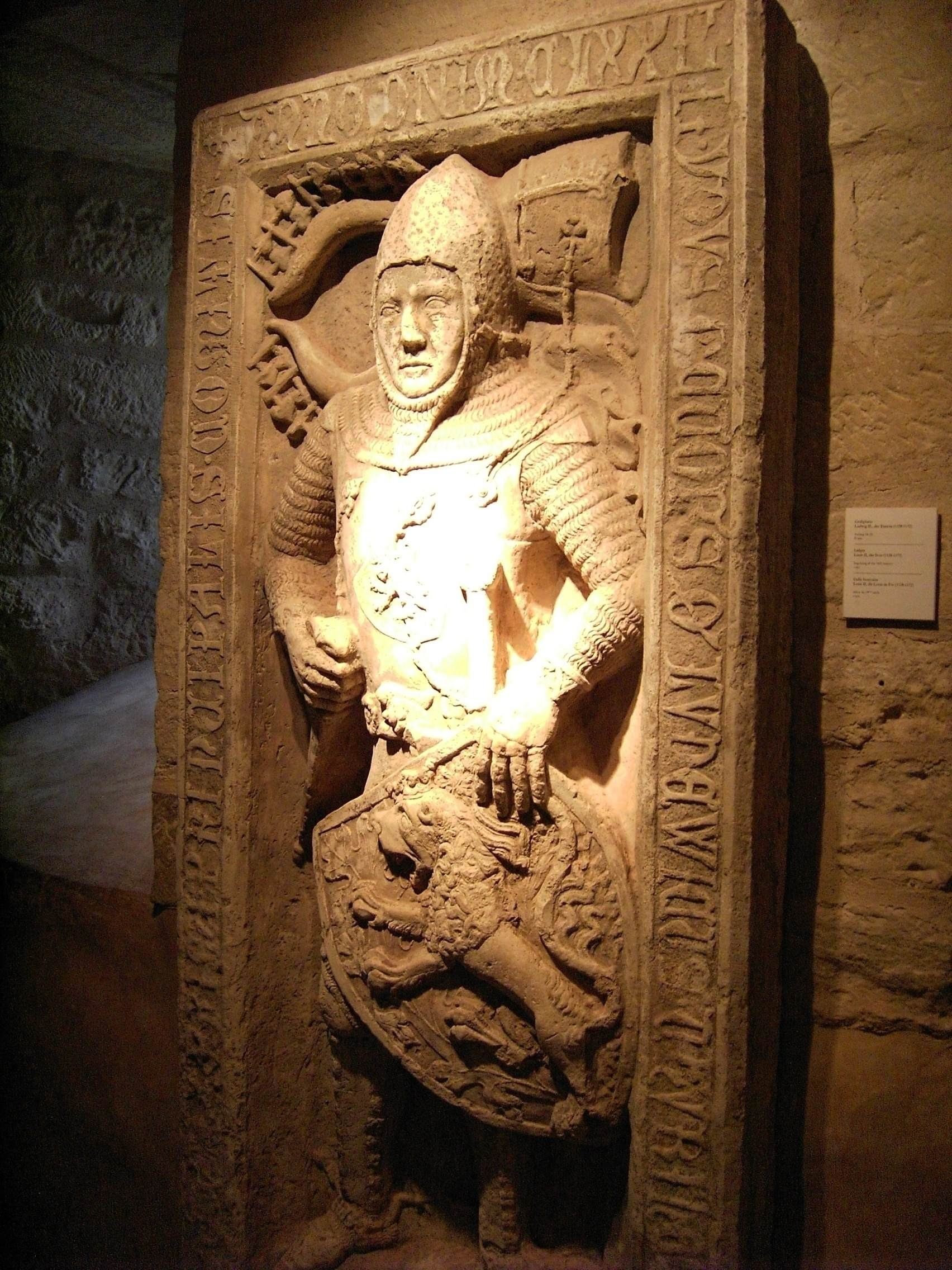
Płyta nagrobna Ludwika II Żelaznego

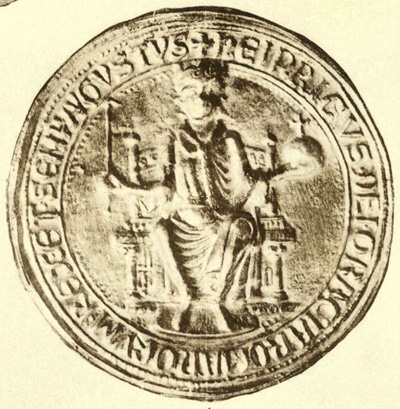
Pieczęć Henryka Raspe IV

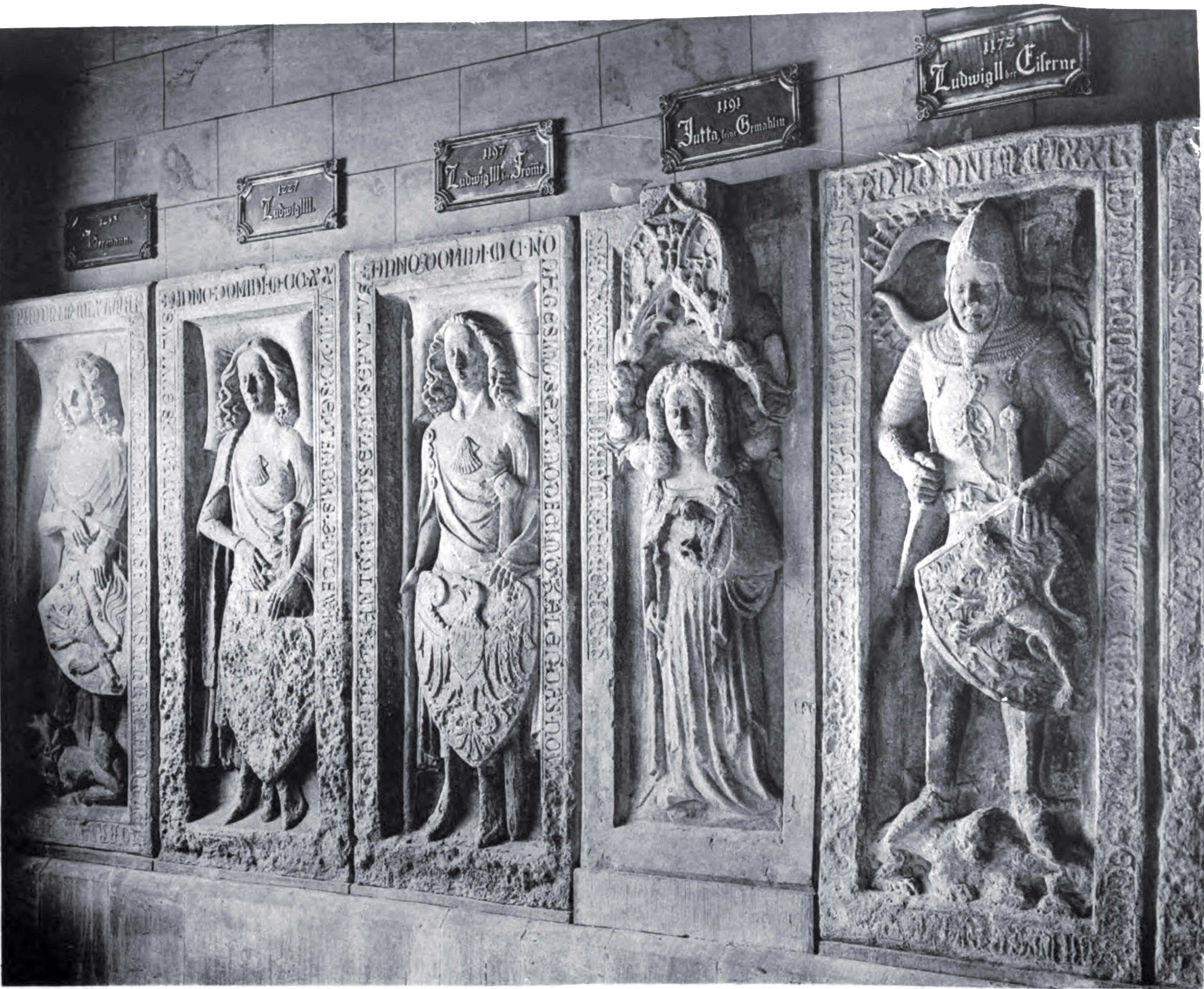
Płyty nagrobne Ludowingów z Reinhardsbrunn, 1891

Używana w historiografii nazwa dynastii pochodzi od bardzo popularnego wśród jej członków imienia Ludwik (niem. Ludwig). Wywodziła się z bocznej linii hrabiów z Rieneck, jej pierwszym przedstawicielem był Ludwik Brodaty (zm. ok. 1055), który przeniósł się z Frankonii do Turyngii, gdzie nabył posiadłości i zbudował zamek Schauenburg. On i jego następcy systematycznie rozwijali swoje państwo, z jednej strony poprzez rozbudowę posiadanych posiadłości, z drugiej strony poprzez ich powiększanie. Syn Ludwika Brodatego, Ludwik Skoczek (zm. 1123) został najprawdopodobniej podniesiony przez cesarza Henryka IV do godności hrabiowskiej, on też nabył zamek Wartburg, który stał się później centrum rodu. On też w 1085 r. założył benedyktyński klasztor Reinhardsbrunn, odtąd nekropolię rodu. W 1131 r. syn Ludwika Skoczka, Ludwik I (zm. 1140) otrzymał od króla niemieckiego Lotara III z Supplinburga godność landgrafa Turyngii, co wprowadziło ich w szeregi książąt Rzeszy. W tym okresie też Ludwik odziedziczył posiadłości na zachodzie (w tym hrabstwo Hesji), które stało się odtąd zwyczajowym uposażeniem młodszych braci z rodu. Narastające konflikty polityczne z arcybiskupami Moguncji zaowocowały przystąpieniem przez Ludwika I w 1139 do stronnictwa Hohenstaufów, przy którym odtąd Ludowingowie wiernie stali aż niemal do wygaśnięcia rodu. Zawdzięczali temu nadane landgrafowi Ludwikowi III Pobożnemu (zm. 1190) w 1180 r. kolejne księstwo Rzeszy - palatynat saski. Landgraf Herman I (zm. 1217) wbrew staraniom cesarza Henryka VI objął dziedzictwo w obu krajach, stworzył też później na zamku Wartburg centrum kultury dworskiej, gromadząc wokół siebie wielu znanych ówczesnych poetów niemieckich. Kolejni władcy Ludowingów byli mocno religijni - ta cecha, powiązana z przywiązaniem do rodu Hohenstaufów zaowocowała udziałem kilku z nich w krucjatach do Ziemi Świętej (w ich trakcie zmarli Ludwik III w 1190 r. i Ludwik IV Święty w 1227 r.). Ten ostatni, choć nie został kanonizowany, był czczony jako święty. Ostatnim męskim potomkiem rodu był młodszy brat Ludwika IV, Henryk Raspe IV, który na krótko przed swoją śmiercią, w 1246 r. został antykrólem Niemiec. Po jego śmierci w 1247 r. posiadłości Ludowingów rozpadły się - po długim sporze Turyngia przypadła siostrzeńcowi Ludwika IV, Henrykowi Dostojnemu z rodu Wettynów, a Hesja wnukowi Ludwika IV Henrykowi Dziecięciu z rodu książąt Brabancji, któremu król Adolf z Nassau w 1292 nadał tytuł landgrafa Hesji podnosząc go do rangi księcia Rzeszy.

## Tablica genealogiczna
Główni przedstawiciele rodu Ludowingów:
```
Ludwik Brodaty (zm. ok. 1055)
|→ 
Ludwik Skoczek
 (zm. 1123)
   |→ 
Ludwik I
 (zm. 1140), landgraf Turyngii
   |  |→ 
Ludwik II Żelazny
 (zm. 1172), landgraf Turyngii
   |  |  |→
Ludwik III Pobożny
 (zm. 1190), landgraf Turyngii
   |  |  |→ Fryderyk (zm. po 1213), hrabia Ziegenhain
   |  |  |→ Henryk Raspe III (zm. 1180), hrabia Hesji
   |  |  |→ 
Herman I
 (zm. 1217), landgraf Turyngii, palatyn saski
   |  |     |→ Jutta (zm. 1221), żona 
Dytryka
, margrabiego Miśni
   |  |     |  |››› 
landgrafowie Turyngii
 z rodu 
Wettinów

   |  |     |→ 
Ludwik IV Święty
 (zm. 1227), landgraf Turyngii, palatyn saski
   |  |     |  |→ Zofia (zm. 1248), żona 
Henryka II
, księcia Brabancji
   |  |     |  |  |››› 
landgrafowie Hesji
 z rodu 
z Leuven

   |  |     |  |→ 
Herman II
 (zm. 1241), landgraf Turyngii
   |  |     |→ 
Henryk Raspe IV
 (zm. 1247), landgraf Turyngii, 
antykról
 Niemiec
   |  |     |→ 
Konrad
 (zm. 1240), wielki mistrz krzyżacki
   |  |→ Henryk Raspe II (zm. 1154/55), hrabia Gudensbergu
   |  |→ Ludwik (zm. 1189), hrabia Thambsbrück
   |→ Henryk Raspe I (zm. 1130), hrabia Gudensbergu
   |→ Udo (zm. 1148), biskup Naumburga
```